# Johan Henrik Deuntzer

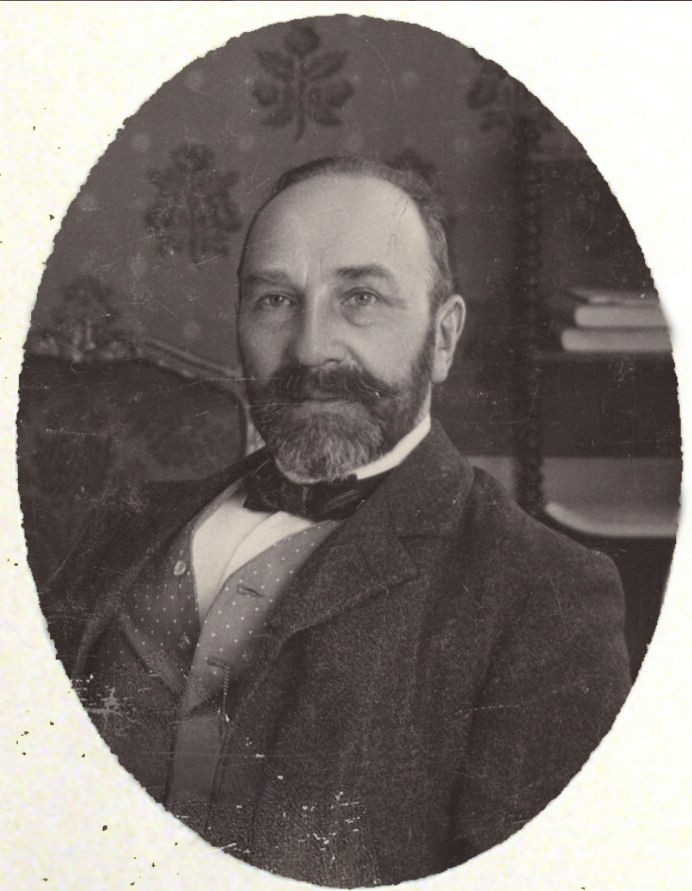
Johan Henrik Deuntzer

Johan Henrik Deuntzer (* 20. Mai 1845 in Kopenhagen; † 16. November 1918 in Charlottenlund) war ein dänischer Rechtswissenschaftler, Politiker und Ministerpräsident.

## Berufliche Laufbahn
Nach dem Schulbesuch absolvierte er von 1862 bis 1867 ein Studium der Rechtswissenschaften. Nach dem Studium blieb er an der Universität und wurde 1872 auf den Lehrstuhl für Privat- und Prozessrecht der Universität Kopenhagen berufen.
Neben seiner Professur war er auch mehrfach als Rechtsberater und Unterhändler für die Regierung tätig. Für diese Tätigkeiten erhielt er 1894 die Ehrendoktor-Würde.
Bereits 1882 wurde er Vorstandsmitglied sowie 1896 Direktor der Feuerversicherung Nyt dansk brandforsikringselskab. 1897 trat er in den Vorstand der neu gegründeten Ostasien-Gesellschaft ein.
1911 erhielt er den Ehrendoktortitel der Rechtswissenschaftlichen Fakultät der Universität Oslo verliehen.

## Politische Laufbahn

### Premierminister 1901–1905
Deuntzer, der zunächst der Liberalen Partei (Venstre) angehörte, begann seine politische Laufbahn am 24. Juli 1901, als er von König Christian IX. zum Premierminister (Konseilspræsident) ernannt wurde. Die Regierung Deuntzer war die erste Regierung Dänemarks, die sich auf eine Mehrheit im Parlament abstützte und nicht allein auf den Willen des Königs. Mit diesem sogenannten Systemskiftet („Systemwechsel“) wurde 1901 in Dänemark das bis heute gültige System des Parlamentarismus eingeführt.
In seiner bis zum 15. Januar 1905 dauernden Regierung übernahm er zugleich das Amt des Außenministers. Als solcher war er Unterhändler bei den Verhandlungen zum Verkauf von Dänisch-Westindien an die USA. Zum Verkauf kam es jedoch erst 1917, weil die Vereinigten Staaten im Ersten Weltkrieg in diesem Gebiet einen Marinestützpunkt benötigten und die Inseln für 25 Millionen Dollar erwarben.
Als Premierminister wurde er am 15. Januar 1905 von Kultusminister Jens Christian Christensen abgelöst.

### Abgeordneter 1902–1918
1902 wurde Deutzner erstmals zum Abgeordneten des Parlaments (Folketing) gewählt, dem er bis 1913 angehörte. Er gehörte zu den Gründungsmitgliedern der Radikalen, die sich 1905 von Venstre abspalteten.
1914 wurde er zum Mitglied des Oberhauses (Landsting) ernannt, dem er bis zu seinem Tod angehörte.

## Werke
Deuntzer verfasste mehrere Standardwerke zum dänischen und nordischen Recht
- Arveret. 1873.
- Personret. 1874.
- Privatrettens almindelige del. 1875.
- Næringsret. 1877.
- Den nordiske familie- og arveret. 1878.
- Ekstraordinær civilproces. 1880.
- Den danske familieret. 1882.
- Den danske skifteret. 1885.
- Den danske arveret. 1892.

Darüber hinaus schrieb er eine Biografie über den Kanzleisekretär und Geheimen Rat Henrik Stampe (1713–1789).